# Ciclovía Antonio Varas
La Ciclovía Antonio Varas está emplazada a lo largo de la Avenida Antonio Varas, en su acera poniente entre Avenida Nueva Providencia y Avenida Diagonal Oriente, y luego por el extremo poniente de la calzada hasta Avenida Irarrázaval. Es bidireccional durante todo el trayecto y tiene una longitud total de 2,94 km. Se encuentra ubicada en las comunas de Providencia y Ñuñoa de la Región Metropolitana de Santiago, Chile.
Esta ciclovía se interseca con las siguientes:
- Ciclovía Pocuro
- Ciclovía Francisco Bilbao
- Ciclovía Simón Bolívar